# Kozen
Kozen est une section de la commune belge de Nieuwerkerken située en Région flamande dans la province de Limbourg. C'était une commune à part entière avant la fusion des communes de 1977.

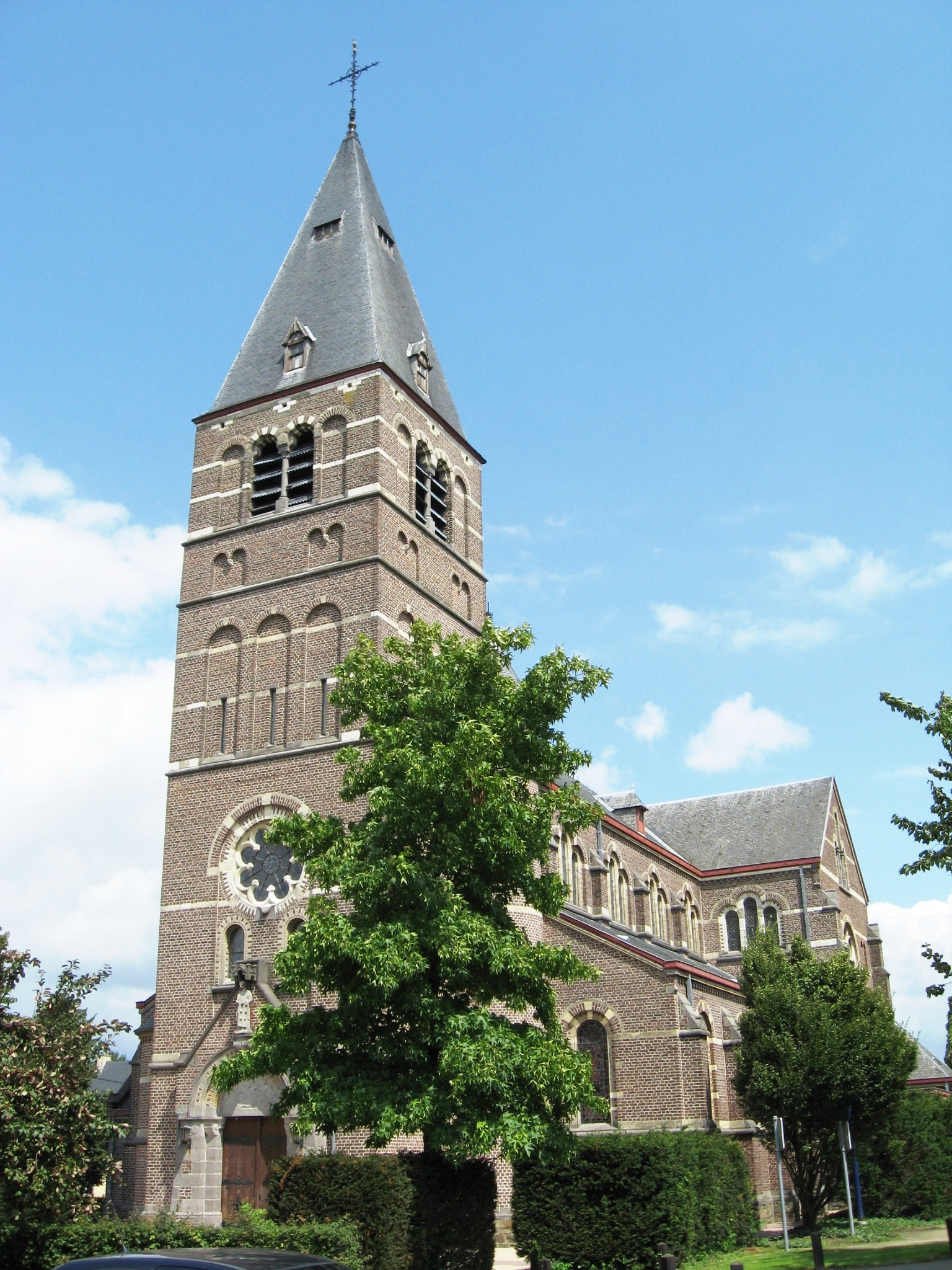
Église Saint-Laurent

## Évolution démographique
- Sources: INS, www.limburg.be et Commune de Nieuwerkerken
- 1977: Le hameau de Kortenbos fut rattaché à Saint-Trond